# Kevin Kwan
Kevin Kwan (* 1973 Singapur) je singapursko-americký spisovatel, autor satirických románů z asijské vysoké společnosti. Proslavil se již první knihou Šíleně bohatí Asiati (Crazy Rich Asians, 2013, č. 2015), podle níž byl následně natočen i stejnojmenný úspěšný film (2018). Vtipně a čtivě v ní reflektuje život superbohatých vrstev singapurské, hongkongské a čínské společnosti s jejich okázalým utrácením, bizarními zvyky i tradičním kastovnictvím. Asijští čtenáři oceňují i to, jak Kwan vystihl rodinný tlak na jednotlivce v asijské společnosti, jakož i intrikánství uvnitř rozvětvených elitních rodin či mezi nimi. Kniha se stala bestsellerem a postupně byla přeložena do více než 30 jazyků.
Následovaly další dva romány Bohatá čínská přítelkyně (China Rich Girlfriend, 2015; česky 2016) and Problémy bohatých lidí (Rich People Problems, 2017), které na prvotinu navazují. Po této trilogii přišel Kwan v roce 2000 s dalším románem Sex a marnivost (Sex and Vanity, 2020), jenž má vážnější ladění.